# Argentulia
Argentulia là một chi bướm đêm thuộc họ Tortricidae.

## Các loài
- Argentulia gentilii  Brown, 1998
- Argentulia montana  Bartlett-Calvert, 1893